# Parc marin des Mangroves
Le parc marin des Mangroves est un parc marin de la république démocratique du Congo. Il fut créé en 1992. D'une superficie de 768 km2, il est situé sur la rive nord de l'embouchure du Congo, à proximité des localités de Banana et Moanda (territoire de Moanda).
Le parc a été désigné site Ramsar le 18 janvier 1996.
Il se caractérise par d'importantes zones côtières (marines et fluviales) et insulaires (fluviales) de mangroves à palétuviers. Il héberge notamment des lamantins, des hippopotames, diverses espèces de singes, des crocodiles, des varans, des tortues, des serpents.
Son personnel se compose d'un conservateur et 20 gardes.
Les principaux dangers liés à la réserve sont le braconnage, la déforestation et les pollutions par le pétrole (le site est emprunté par les navires de haute-mer pour se rendre à Matadi, plus rarement Boma, et divers sites d'extraction et de raffinage du pétrole se trouvent à proximité).